# Kasteel Heukelum

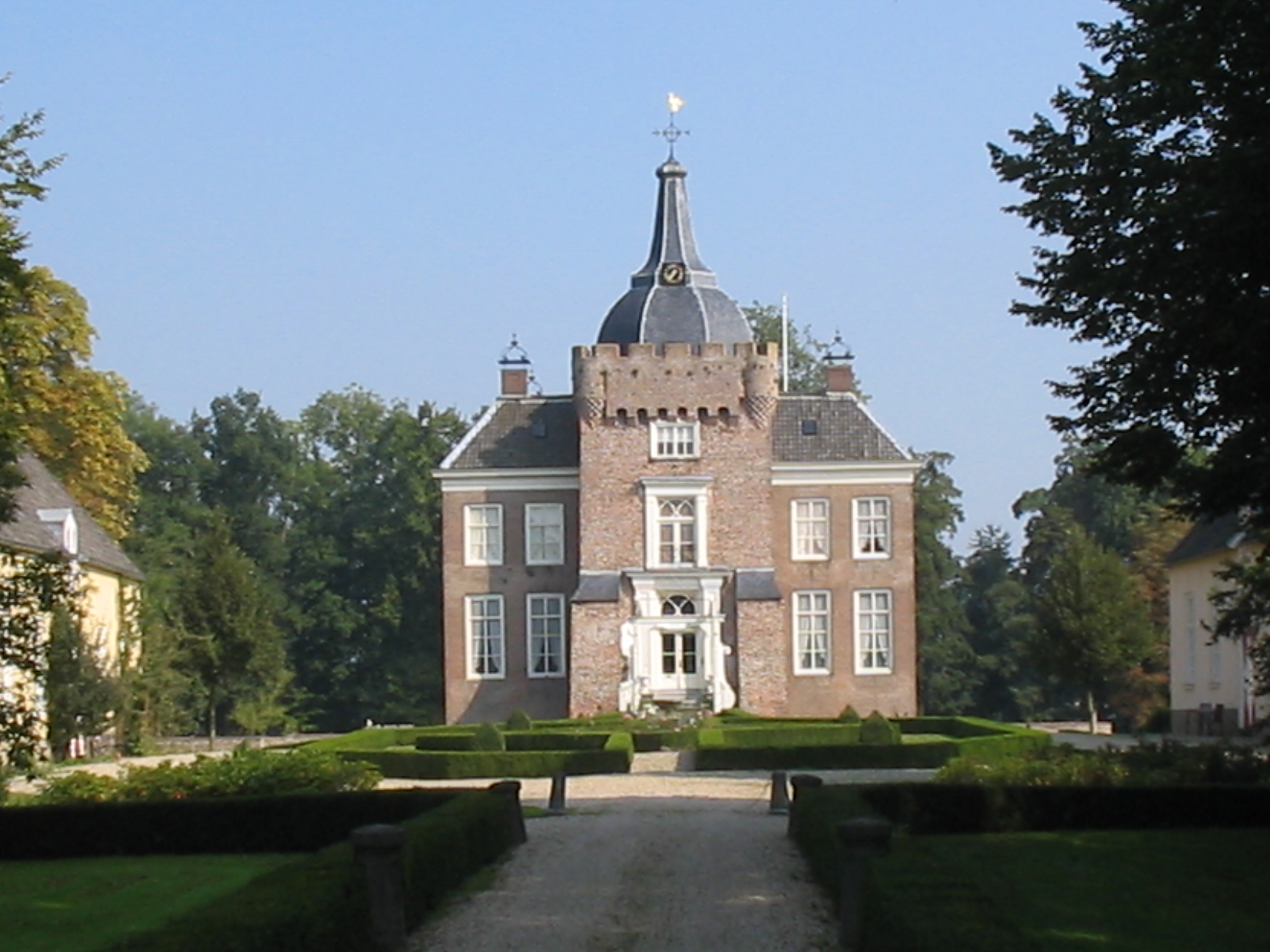
Vooraanzicht

Kasteel Heukelum (ook wel Kasteel Merckenburg genoemd), is een bakstenen kasteel in de plaats Heukelum in de Nederlandse gemeente West Betuwe. Sinds de gemeentelijke herindeling van 1986 ligt het kasteel in de provincie Gelderland, daarvoor in Zuid-Holland. 

## Geschiedenis
Het kasteel dateert uit de 13e eeuw, van circa 1280. In het Rampjaar 1672 werd het door de Fransen geplunderd, waarna het werd afgebroken, met uitzondering van de poorttoren. Rond 1700 werd aan deze toren – een zogenaamde donjon – een nieuw kasteel gebouwd.
Het kasteel is beschermd als rijksmonument, evenals enkele bijgebouwen, het omliggende park en de lanenstructuur.

## Ruimtelijke inbedding
Kasteel Heukelum is een vierkant gebouw te midden van een brede gracht. Het ligt tussen Heukelum in het oosten en Asperen in het westen, op ongeveer een kilometer van beide kernen, op Heidensweg 1, binnendijks van de Lingedijk. De oprijlaan loopt vanaf de Heidensweg in de richting van de dijk, maar knikt bij het kasteel naar rechts om via een ophaalbrug recht op het kasteel aan te lopen. Voorbij het kasteel gaat de laan verder tot aan de Asperense wetering aan de oostkant. Deze laan bestaat al sinds de middeleeuwen.

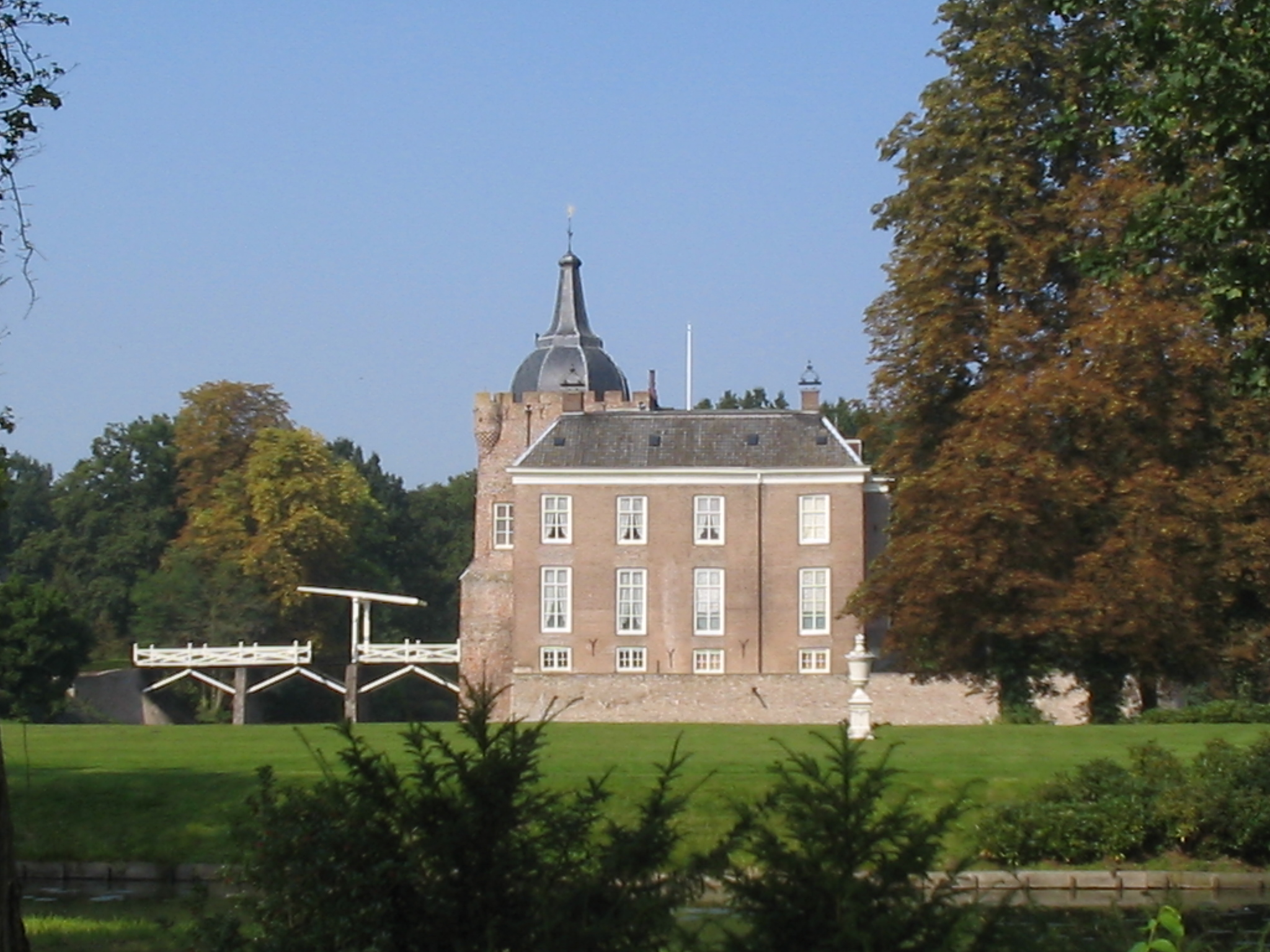
Zijaanzicht

## Eigenaren (vanaf 1788)
Justinus van Gennep, heer van Heukelum en vrijheer van Leyenburg (1744-1801), door koop in 1788
- Justinus Adrianus van Gennep, heer van Heukelum (ca. 1783-1836); verkoopt in 1813 Heukelum
  - Adriaan Cornelis Fabricius, heer van Heukelum (1767-1848), door koop in 1813
    - Jhr. Albert Lourens Cornelis Fabricius, heer van Heukelum (1793-1853)
    - Jhr. Johan Carel Willem Fabricius, heer van Leyenburg, Loenen en Wolferen (1795-1881)
      - Jkvr. Constantia Wilhelma Fabricius (1849-1928); trouwde in 1882 met Godfried Hendrik Leonard baron van Boetzelaer (1842-1914)
        - Constantia Wilhelma barones van Boetzelaer, vrouwe van Heukelum (1884-1960); trouwde in 1907 met Paul Antoine Guillaume baron van Heeckeren van Brandsenburg (1878-1959)
          - Rudolph Alexander baron van Heeckeren van Brandsenburg, heer van Heukelum (1909-1980)
            - Alexandra Adeline Constance barones van Heeckeren van Brandsenburg, vrouwe van Heukelum tot de verkoop in 1988 (1949)